# Boeing Skyfox
Le Boeing Skyfox était un avion d'entraînement bimoteur américain conçu dans les années 1980. Étant une version très évoluée du T-33 Silver Star conçu par Lockheed, il fut conçu comme avion d'entraînement principal pour concurrencer et remplacer le T-37 Tweet de Cessna. En plus de son rôle principal d'avion d'entraînement, il fut envisagé que le Skyfox remplisse d'autres types de missions, comme l'attaque au sol ou la lutte anti-guérilla. Le programme fut démarré par la Skyfox Corporation (anciennement Flight Concepts Inc., à Los Angeles) en 1982, et acquis par Boeing en 1986.
Le programme incluait le remplacement du turboréacteur à simple flux Allison J33-A-35 d'origine du T-33 par deux turboréacteurs Garrett TFE731-3A, ainsi qu'une modification très importante de la structure de l'avion. Un seul prototype du Skyfox fut construit, et le programme fut plus tard abandonné en raison de l'absence de clients à l'achat de cet avion.

## Conception et développement
Plus de 6 500 exemplaires du T-33 furent produits, faisant de lui l'un des programmes d'avions d'entraînement les plus réussis de l'Histoire,. Toutefois, le temps passait et le « T-Bird » commençait à accuser le poids des ans, et vers les années 1980, il devint clair que les forces aériennes du monde avaient besoin d'un appareil d'entraînement plus moderne. Le Skyfox fut conçu et développé par Russell O'Quinn. La conception des modifications à appliquer au T-33 fut dirigée par le concepteur du T-33 lui-même, Irvin Culver, accompagné par de nombreux autres anciens employés de Lockheed, qui formèrent la compagnie Flight Concepts Incorporated en 1982 avec pour objectif de moderniser la conception du T-33. Le nom de la compagnie fut plus tard changé en Skyfox Corporation,.
Le nouvel appareil hautement modifié et modernisé aurait dû coûter seulement la moitié du prix d'autres avions d'entraînement comparables et neufs, comme les Hawk et Alpha Jet. Une fois le travail de conception achevé, la compagnie Skyfox acheta 80 T-33 aux surplus militaires.
Le Skyfox était présenté aux clients selon deux options d'achat très différentes : La première consistait simplement à acheter un avion totalement converti dans les ateliers du constructeur Boeing, alors que la deuxième consistait en l'achat d'un kit de conversion, le client devant alors fournir lui-même le T-33 à modifier. La conversion conservait environ 70 % de la structure existante du T-33, mais remplaçait le moteur interne unique Allison J33 par deux turbofans Garrett TFE731-3A montés extérieurement dans des nacelles semblables à celles de l'A-10 Thunderbolt. Pourtant, mis ensemble, ces deux moteurs avaient une masse inférieure de 17 % à celle du seul moteur d'origine. Ils fournissaient également 60 % de poussée supplémentaire et consommaient 45 % de carburant en moins. Le changement de motorisation dégagea un important volume interne pour l'installation de réservoirs de carburant, éliminant par la même occasion la nécessité d'emporter les réservoirs d'extrémités d'ailes du T-33. Les fixations d'extrémités d'ailes furent toutefois laissées en place afin de permettre l'utilisation de ces réservoirs si les utilisateurs le désiraient.
D'autres modifications incluaient des extensions de bord d'attaque interne des ailes, le remplacement des réservoirs de bout d'aile par des winglets, une nouvelle verrière avec un pare-brise en une seule pièce, un nez redessiné pour améliorer la visibilité depuis le cockpit et une nouvelle avionique. Afin de s’accommoder de la nouvelle position des moteurs, la queue fut redessinée et dotée d'un plan horizontal placé à mi-hauteur. Les ailes originales furent cependant conservées.

## Caractéristiques des kits de conversion

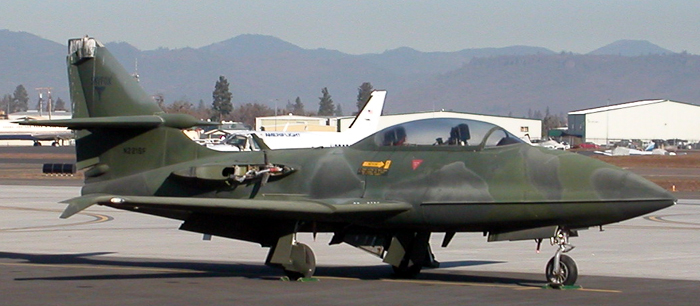
Prototype du Skyfox, sans ses moteurs.

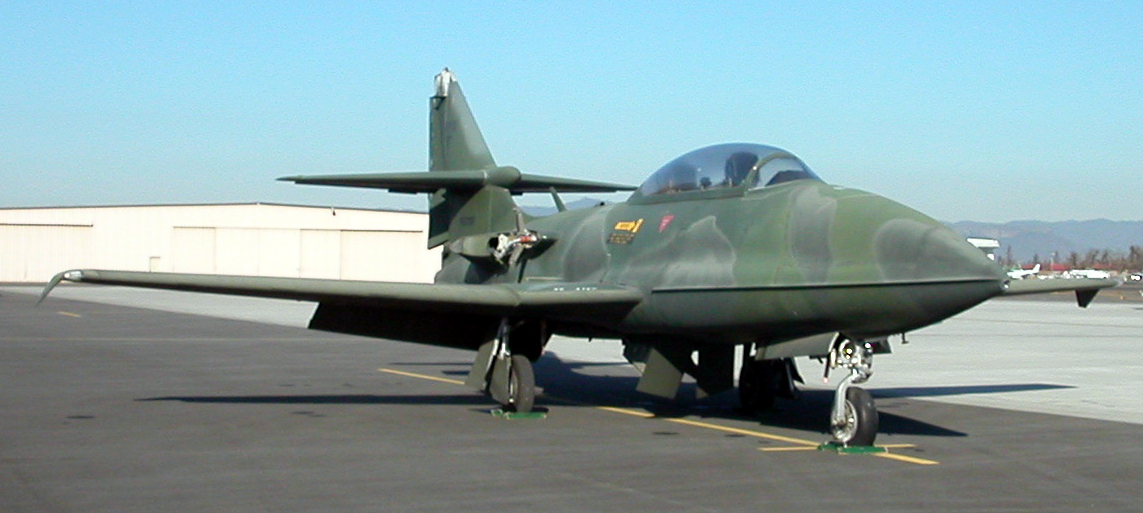
Prototype du Skyfox.

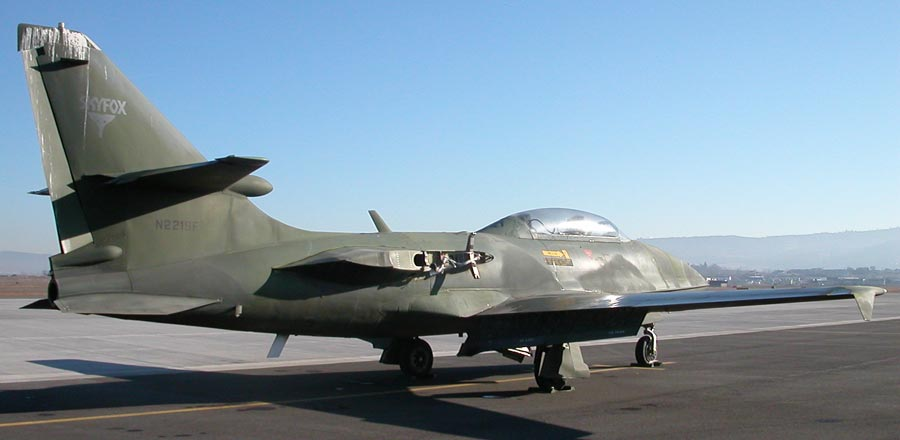
Prototype du Skyfox.

Le Skyfox fut conçu pour être entièrement produit à partir de kits de composants. La conversion faisait appel au désassemblage, à l'inspection et à la rénovation de la structure du T-33, l'installation des kits et le ré-assemblage de la structure dans sa configuration Skyfox.
Selon les deux options de conversions proposées, l'appareil pouvait être livré « clé en mains » après avoir été intégralement modifié chez Boeing, ou le kit de conversion pouvait être acheté séparément et la conversion effectuée directement dans le pays du client. Le kit de conversion standard comprenait les éléments suivants :
- Deux turboréacteurs Garrett TFE371-3A, leurs nacelles et leurs points de fixation ;
- Les ensembles de nez et de queue modifiés ;
- Une prise de ravitaillement monopoint (sous pression ?) ;
- Un kit d'amélioration aérodynamique ;
- Un kit d'amélioration structurelle ;
- Une roulette de nez dotée d'un système de braquage ;
- Des freins puissants dotés d'un système antiblocage de roue ;
- Un pare-brise en une seule pièce ;
- Un kit pour les circuits et actionneurs hydrauliques ;
- Un système de distribution et de contrôle de générateur ;
- Un système amélioré de contrôle des gaz ;
- Un système d'extincteurs ;
- Des panneaux de contrôle supplémentaires pour le cockpit.

En plus du kit de conversion standard décrit ci-dessus, Boeing offrait également plusieurs options qui pouvaient encore améliorer les capacités globales du Skyfox :
- Mise à jour de l'avionique ;
- Recâblage basique de l'avion ;
- Ensembles de systèmes d'entraînement au combat tactique, à la reconnaissance et à la guerre électronique ;
- Sièges éjectables de type « zéro-zéro » (utilisables à altitude et vitesse nulles).

|                                            | T-33A Shooting Star | Boeing Skyfox                                                      |
| ------------------------------------------ | ------------------- | ------------------------------------------------------------------ |
| Masse à vide                               | 6 847 kg            | 7 364 kg                                                           |
| Vitesse ascensionnelle au niveau de la mer | 1 036 m/min         | 1 490 m/min                                                        |
| Temps de montée à 9 144 m                  | 15 min              | 8 min et 12 s                                                      |
| Distance franchissable                     | 2 315 km            | 3 630 km (carburant interne) 4 815 km (carburant int. + externe)   |
| Endurance                                  | 2 heures            | 5,1 heures (carburant interne) 7 heures (carburant int. + externe) |
| Course de décollage                        | 1 402 m             | 793 m                                                              |

## Utilisation et coûts de maintenance
Les coûts d'utilisation et de maintenance du Skyfox étaient inférieurs à ceux du T-33 et pouvaient concurrencer efficacement ceux des Hawks et Alpha Jets. Les évolutions structurelles, la rénovation de la structure, les améliorations d'avionique et les modifications de la propulsion résultaient en un faible coût d'emploi, un nombre réduit d'heures de maintenance et une faible consommation en pièces détachées.
En plus des améliorations quant à la masse et aux performances déjà citées, les deux nouveaux turbofans offraient une multiplication par dix du temps d'utilisation entre deux révisions majeures (en anglais : « Time Between Overhauls », ou TBO) par rapport au turboréacteur d'origine du T-33. Les avantages procurés par ces moteurs modernes étaient nombreux : Manœuvrabilité améliorée, meilleure endurance, rayon d'action plus important, charge utile plus élevée et sécurité d'emploi au combat grâce à la configuration bimoteur de l'avion.

## Clients potentiels

### Portugal
Afin de remplacer le T-33, le Portugal signa au milieu des années 1980 une lettre d'intention avec la Skyfox Corporation pour l'achat de vingt kits de conversion. La force aérienne portugaise (FAP) proposa que les Oficinas Gerais de Material Aeronautico (OGMA), à Alverca, prennent en charge la réalisation des opérations de conversion, mais le manque de commandes de la part d'autres pays ne motiva pas Boeing pour continuer avec ce projet,.

### États-Unis
L'US Air Force se montra également intéressée par le Skyfox. L'avion devait initialement effectuer un vol de présentation à l'occasion du salon aéronautique de Farnborough de 1986, mais il n'existait qu'un exemplaire et il fut testé par l'USAF pendant cette période. Finalement, elle n'acheta pas l'avion...

## Histoire opérationnelle
Le premier et seul Skyfox converti était un ex-CT-133 Silver Star des forces armées canadiennes, l'équivalent produit sous licence au Canada du T-33, qui était précédemment un Silver Star 3AT (Armament Trainer). Cet exemplaire avait été produit en 1958, avait le numéro de construction T.33–160 et le numéro de série RCAF21160. Il fut retiré du service actif le 10 novembre 1970 et fut vendu par le biais des surplus (Crown Assets Distribution (en)) à Leroy Penhall et Fighter Imports en 1973. Il fut ensuite vendu à Murray McCormick Aerial Surveys en 1975. Son propriétaire suivant fut Consolidated Leasing, en 1977.
Le Skyfox fut revendu à la Skyfox Corporation, portant le numéro de registre civil N221SF, le 14 janvier 1983, et arriva à la section de recherches et d'essais en vol en août 1983. Après avoir été converti en Skyfox, l'appareil effectua son premier vol le 23 août 1983, plus de 35 ans après le premier vol du T-33. Le pilote d'essai et de course Skip Holm (en) effectua le vol de test initial à l'aéroport de Mojave, en Californie. Le prototype du Skyfox était initialement blanc avec des lignes noires et un revêtement bleu très pâle.
La Skyfox Corporation ne parvint pas à trouver le moindre acheteur pour son avion, malgré ses capacités évidentes et son prix assez faible. Pourtant, en 1986, la Boeing Military Aircraft Company crut fermement au potentiel de cet avion et acheta les droits de production et de vente de celui-ci. Pourtant, même si le Portugal signa une lettre d'intention pour l'achat de vingt kits de conversion, aucune autre nation ne montra un quelconque intérêt pour le Skyfox, et ce constat força Boeing à lâcher l'affaire et abandonner le projet.
Le prototype reste l'unique exemplaire produit du Skyfox. Par chance, il a été conservé en bon état et est exposé à l'aéroport international de Rogue Valley (MFR) à Medford, dans l'Oregon. Il ne dispose toutefois plus de ses moteurs.

## Apparition dans les médias
- Le Skyfox fait une apparition dans la série Supercopter, dans le deuxième épisode de la première saison. Il est intéressant de noter que la série en version originale est nommée Airwolf, et qu'un jeu de mots assez facile a pu être trouvé entre Skyfox (« renard du ciel », en français) et Airwolf (« loup des airs », en français).

### Magazines
- (en) Air Classics, volume 19, no 11, novembre 1983
- (en) Aviation Week & Space Technology, 23 mai 1983
- (en) Aviation Week & Space Technology, 29 août 1983, p. 23
- (en) Aviation Week & Space Technology, 26 septembre 1983
- (en) Aviation Week & Space Technology, 5 mars 1984, p. 39–46
- (en) René J. Francillon, « T-bird at fifty », Air Forces Monthly, Stamford, Royaume-Uni, Key Publishing Limited, no 124,‎ juillet 1998

### Documentation officielle
- (en) « Boeing Skyfox: National Defense », Boeing Military Airplane Company, 1987
- (en) « Skyfox », Boeing Military Airplane Company, octobre 1987
- (en) « Boeing Skyfox: Tactical Modernization at Low Cost », Boeing Military Airplane Company, 1987